# Meioneta punctata
Meioneta punctata är en spindelart som först beskrevs av Jörg Wunderlich 1995.  Meioneta punctata ingår i släktet Meioneta och familjen täckvävarspindlar.
Artens utbredningsområde är Grekland. Inga underarter finns listade i Catalogue of Life.